# 500 kilomètres de Donington 1992
Navigation
Édition précédente
Les 500 kilomètres de Donington 1992, disputées le 19 juillet 1992 au Donington Park ont été la quatrième manche du Championnat du monde des voitures de sport 1992.

## La course

### Classement de la course
Voici le classement officiel au terme de la course,.
- Les premiers de chaque catégorie du championnat du monde sont signalés par un fond jaune.
- Pour la colonne Pneus, il faut passer le curseur au-dessus du modèle pour connaître le manufacturier de pneumatiques.
- Les voitures ne réussissant pas à parcourir 90% de la distance du gagnant sont non classées (NC).

| Pos  | Classe  | no | Écurie                  | Pilotes                                           | Châssis                    | Pneus | Tours | Temps                                                 |
| Pos  | Classe  | no | Écurie                  | Pilotes                                           | Moteur                     | Pneus | Tours | Temps                                                 |
| ---- | ------- | -- | ----------------------- | ------------------------------------------------- | -------------------------- | ----- | ----- | ----------------------------------------------------- |
| 1    | C1      | 2  | Peugeot Talbot Sport    | Mauro Baldi Philippe Alliot                       | Peugeot 905 Evo 1B         | M     | 125   | 2 h 54 min 03 s 868                                   |
| 1    | C1      | 2  | Peugeot Talbot Sport    | Mauro Baldi Philippe Alliot                       | Peugeot SA35 3.5L V10      | M     | 125   | 2 h 54 min 03 s 868                                   |
| 2    | C1      | 1  | Peugeot Talbot Sport    | Yannick Dalmas Derek Warwick                      | Peugeot 905 Evo 1B         | M     | 125   | + 0 s 576                                             |
| 2    | C1      | 1  | Peugeot Talbot Sport    | Yannick Dalmas Derek Warwick                      | Peugeot SA35 3.5L V10      | M     | 125   | + 0 s 576                                             |
| 3    | C1      | 7  | Toyota Team Tom's       | Geoff Lees David Brabham                          | Toyota TS010               | G     | 125   | + 29 s 148                                            |
| 3    | C1      | 7  | Toyota Team Tom's       | Geoff Lees David Brabham                          | Toyota RV10 3.5L V10       | G     | 125   | + 29 s 148                                            |
| 4    | C1      | 4  | Euro Racing             | Heinz-Harald Frentzen Phil Andrews (en)           | Lola T92/10                | M     | 119   | + 6 tours                                             |
| 4    | C1      | 4  | Euro Racing             | Heinz-Harald Frentzen Phil Andrews (en)           | Judd GV10 3.5L V10         | M     | 119   | + 6 tours                                             |
| 5    | C1      | 5  | Mazdaspeed              | Maurizio Sandro Sala Alex Caffi                   | Mazda MXR-01               | M     | 112   | + 13 tours                                            |
| 5    | C1      | 5  | Mazdaspeed              | Maurizio Sandro Sala Alex Caffi                   | Mazda (Judd) MV10 3.5L V10 | M     | 112   | + 13 tours                                            |
| 6    | FIA Cup | 22 | Chamberlain Engineering | Will Hoy Ferdinand de Lesseps                     | Spice SE89C                | G     | 111   | + 14 tours                                            |
| 6    | FIA Cup | 22 | Chamberlain Engineering | Will Hoy Ferdinand de Lesseps                     | Ford Cosworth DFZ 3.5L V8  | G     | 111   | + 14 tours                                            |
| 7    | FIA Cup | 29 | Team S.C.I.             | Ranieri Randaccio Stefano Sebastiani "Stingbrace" | Spice SE90C                | G     | 102   | + 23 tours                                            |
| 7    | FIA Cup | 29 | Team S.C.I.             | Ranieri Randaccio Stefano Sebastiani "Stingbrace" | Ford Cosworth DFR 3.5L V8  | G     | 102   | + 23 tours                                            |
| Nc.  | FIA Cup | 21 | Action Formula          | Luigi Taverna Alessandro Gini                     | Spice SE90C                | G     | 54    | + 71 tours                                            |
| Nc.  | FIA Cup | 21 | Action Formula          | Luigi Taverna Alessandro Gini                     | Ford Cosworth DFR 3.5L V8  | G     | 54    | + 71 tours                                            |
| Abd. | C1      | 8  | Toyota Team Tom's       | Jan Lammers Andy Wallace                          | Toyota TS010               | G     | 85    | Sortie à la suite de la présence d'huile sur la piste |
| Abd. | C1      | 8  | Toyota Team Tom's       | Jan Lammers Andy Wallace                          | Toyota RV10 3.5L V10       | G     | 85    | Sortie à la suite de la présence d'huile sur la piste |
| Abd. | C1      | 3  | Euro Racing             | Cor Euser Charles Zwolsman                        | Lola T92/10                | M     | 38    | Feu de tableau de bord                                |
| Abd. | C1      | 3  | Euro Racing             | Cor Euser Charles Zwolsman                        | Judd GV10 3.5L V10         | M     | 38    | Feu de tableau de bord                                |

## Pole position et record du tour
- Pole position :  Derek Warwick (#1 Peugeot Talbot Sport) en 1 min 15 s 285
- Meilleur tour en course :  Mauro Baldi (#2 Peugeot Talbot Sport) en 1 min 19 s 380

## À noter
- Longueur du circuit : 4,023 km
- Distance parcourue par les vainqueurs : 502,920 km